# Lijst van spelers van Juventus FC
Deze lijst omvat voetballers die bij de Italiaanse voetbalclub Juventus FC spelen of gespeeld hebben. De spelers zijn alfabetisch gerangschikt.

## A
- Christian Abbiati
- Tiziano Ascagni
- Karl Aegli
- Piero Aggradi
- Luigi de Agostini
- Billy Aitken
- Alessandro Ajmone Marsan
- Riccardo Ajmone Marsan
- Giancarlo Alessandrelli
- Angelo Alessio
- Sergej Alejnikov
- Luigi Allemandi
- Sergio Almirón
- José Altafini
- Alessandro Altobelli
- Daniel Alves
- Raffaele Ametrano
- Ugo Amoretti
- Nicola Amoruso
- Pietro Anastasi
- Nicolas Anelka
- Stefano Angeleri
- Elia Angelini
- Lelio Antoniotti
- Roberto Anzolin
- Stephen Appiah
- Alberto Aquilani
- Lorenzo Ariaudo
- Augusto Arioni
- Gioacchino Armano
- Salvatore Aronica
- Ján Arpáš
- Kwadwo Asamoah
- Mario Astorri
- Athirson
- Emil Audero
- Francesco Audisio
- Salvatore Avallone
- Billy Ayers

## B
- Jonathan Bachini
- Dino Baggio
- Roberto Baggio
- Davide Baiocco
- Angelo Balbiani
- Luigi Baldi
- Francesco Baldini
- Federico Balzaretti
- Zoran Ban
- Raul Banfi
- Giovanni Barale
- Oreste Barale
- Bruno Barberi
- Alberto Barberis
- Giovanni Barberis
- Luigi Barberis
- Antonio Barengo
- Alfredo Barisone
- Giorgio Bartolini
- Giovanni Bartolucci
- Andrea Barzagli
- Sandro Beccaris
- Emanuele Belardi
- Savino Bellini
- Galeazzo Bello
- Stefano Beltrame
- Medhi Benatia
- Romeo Benetti
- Rodrigo Bentancur
- Giancarlo Bercellino
- Silvino Bercellino
- Mario Bergonzini
- Federico Bernardeschi
- Massimo Berti
- Luigi Bertolini
- Alberto Bertuccelli
- Roberto Bettega
- Carlo Bigatto
- Alessandro Birindelli
- Romolo Bizzotto
- Jocelyn Blanchard
- Manuele Blasi
- Mario Bo
- Stefano Bobbo
- Luciano Bodini
- Alfredo Bodoira
- Ferdinando Bogani
- Ernesto Boglietti
- Romolo Boglietti
- Valeri Bojinov
- Alen Bokšić
- Benito Boldi
- Friedrich Bollinger
- Valerio Bona
- Adriano Bonaiuti
- Fabio Bonci
- Dario Bonetti
- Ivano Bonetti
- Riccardo Bonetto
- Zbigniew Boniek
- Enrico Boniforti
- Massimo Bonini
- Roberto Boninsegna
- Filippo Boniperti
- Giampiero Boniperti
- Mario Bonivento
- Landry Bonnefoi
- Leonardo Bonucci
- Aldo Borel
- Ernesto Borel
- Felice Borel
- Ezio Borgo
- Guglielmo Borgo
- Rune Börjesson
- Luigi Bosco
- Jean-Alain Boumsong
- Gianfranco Bozzao
- Marco Bozzi
- Liam Brady
- Massimo Briaschi
- Marco Brighi
- Matteo Brighi
- Sergio Brio
- Helge Christian Bronèe
- Antonio Bruna
- Luigi Brunella
- Pasquale Bruno
- Marco Bruzzano
- Angelo Bsozzi
- Marcel Büchel
- Viktor Budyanskiy
- Gianluigi Buffon
- Attilio Bulgheri
- Guglielmo Burelli
- Tarcisio Burgnich
- Carlo Buscaglia
- Luigi Busidoni
- Renato Buso

## C
- Antonio Cabrini
- Martín Cáceres
- Fabrizio Caligara
- Umberto Caligaris
- Vincenzo Camilleri
- Fabrizio Cammarata
- Mauro Camoranesi
- Dario Campagna
- Emre Can
- João Cancelo
- Enrico Candiani
- Antonio Candreva
- Enrico Francesco Canfari
- Fabio Cannavaro
- Renato Caocci
- Ostilio Capaccioli
- Domenico Capello
- Fabio Capello
- Francesco Capocasale
- Emilio Caprile
- Araldo Caprili
- Luigi Capuzzo
- Sergio Carantini
- Riccardo Carapellese
- Nicola Caricola
- Fabián Carini
- Pietro Carmignani
- Angelo Caroli
- Franco Carrera
- Massimo Carrera
- Corrado Casalini
- Domenico Casati
- Lorenzo Cascella
- Roberto Caselli
- Pierluigi Casiraghi
- Lino Cason
- Mattia Cassani
- Ernesto Castano
- Eugenio Castelucci
- Luca Castiglia
- Filippo Castoldi
- Tommaso Caudera
- Franco Causio
- Lino Cauzzo
- Filippo Cavalli
- Dario Cavallito
- Andrea Caverzan
- Carlo Ceresoli
- Francesco Cergoli
- Sergio Cervato
- Renato Cesarini
- Luigi Cevenini
- John Charles
- Vicenzo Chiarenza
- Giorgio Chiellini
- Antonio Chimenti
- Chinesinho
- Davide Chiumiento
- Nicola Cingolani
- Lelio Colaneri
- Gino Colaussi
- Leonardo Colella
- Sandro Collino
- Aldo Colombo
- Angelo Colombo
- Umberto Colombo
- Kingsley Coman
- Gianpiero Combi
- Nestor Combin
- Marco Constantino
- Antonio Conte
- Mauro Conte
- Raul Conti
- Ugo Conti
- Alberto Coramini
- Mario Corbelli
- Eugenio Corini
- Giuseppe Corradi
- Félix Correia
- Aristide Coscia
- Douglas Costa
- Dante Crippa
- Domenico Criscito
- Carlo Crotti
- Juan Cuadrado
- Antonello Cuccureddu

## D
- Andrea d'Amico
- Salvatore d'Elia
- Dino da Costa
- Alessandro dal Canto
- Benigno Dalmazzo
- Antonio Dalmonte
- Oscar Damiani
- Luigi Danova
- Bruno Dante
- Ayub Daud
- Edgar Davids
- Guido De Bernardi
- Paolo De Ceglie
- Lodovico De Filippis
- Marco De Marchi
- Andrea de Paola
- Virginio De Paoli
- Morgan De Sanctis
- Mattia De Sciglio
- Guido Del Grosso
- Alessandro Del Piero
- Carlo Dell'Omodarme
- Francesco Della Monica
- Edmondo Della Valle
- Teobaldo Depetrini
- Mauro Deriggi
- Didier Deschamps
- Paolo Di Canio
- Angelo Di Livio
- Marco Di Vaio
- Franco Dianti
- Diego
- Armando Diena
- Ferruccio Diena
- Dimas
- Jack Diment
- Aldo Dolcetti
- Secondo Donino
- Domenico Donna
- Radu Drăgușin
- Alessandro Duè
- Domenico Durante
- Piero Dusio
- Paulo Dybala
- Renzo De Kerf

## E
- Albin Ekdal
- Eljero Elia
- Emerson
- Flavio Emoli
- Ivan Ergić
- Juan Esnáider
- Simone Esposito
- Patrice Evra

## F
- Davide Falcioni
- Pietro Fanna
- Enrico Fantini
- Vittorio Faroppa
- Eugenio Fascetti
- Erminio Favalli
- Luciano Favero
- Felipe Melo
- Camillo Fenili
- Fernando
- Angelo Ferrara
- Ciro Ferrara
- Giovanni Ferrari
- Rino Ferrario
- Alfredo Ferraris
- Pio Ferraris
- Josef Ferrero
- Luigi Ferrero
- Luigi Ferrero
- Pietro Ferrero
- Vittorio Ferrero
- Mario Fiamberti
- Mario Finazzi
- Pietro Fioravanti
- Bruno Onorato Fochesato
- Alfredo Foni
- Daniel Fonseca
- Luigi Forlano
- Andrea Fortunato
- Daniele Fortunato
- Stefano Francescon
- Gianluca Francesconi
- Fabio Francisca
- Alessandro Frara
- Luca Frateschi
- Salvatore Fresi
- Oscar Frey
- Luigi Fuin
- Giuseppe Furino
- Luca Fusi

## G
- Guglielmo Gabetto
- Giuseppe Galderisi
- Roberto Galia
- Carlo Gallina
- Giovanni Gallina
- Gaetano Gallo
- Giuseppe Galluzzi
- Antonio Gambino
- Giorgio Gambino
- Corrado Gariglio
- Bruno Garzena
- Giuseppe Gaspari
- Gian Piero Gasperini
- Daniele Gastaldello
- Alfredo Gatti
- Antonio Geissa
- Mario Genta
- Claudio Gentile
- Umberto Ghibaudo
- Massimiliano Giacobbo
- Giovanni Giacone
- Luigi Giandomenico
- Manuel Giandonato
- Guido Gianfardoni
- Niccoló Giannetti
- Giuliano Giannichedda
- Giorgio Giaretta
- Piero Gibellino
- Luigi Gibezzi
- Piero Gilli
- Aredio Gimona
- Sebastian Giovinco
- Giuseppe Giriodi
- Pietro Giuliano
- Giuseppe Gobetti
- Giovanni Goccione
- Cesare Goffi
- Biagio Goggio
- Renato Gola
- Adolfo Gori
- Sergio Gori
- Corrado Grabbi
- Giuseppe Grabbi
- Lorenzo Gramaglia
- Giovanni Greppi
- Fabio Grosso
- Francesco Grosso
- Zdeněk Grygera
- Tomas Guzman

## H
- Helmut Haller
- Kurt Hamrin
- John Hansen
- Jörgen Hansen
- Karl Haage Hansen
- Thomas Häßler
- Thierry Henry
- Hernanes
- Heinrich Josef Hess
- Gonzalo Higuaín
- Ferenc Hirzer
- Benedikt Höwedes
- Dean Huijsen

## I
- Vincenzo Iaquinta
- Zlatan Ibrahimović
- Francesco Imberti
- Ciro Immobile
- Filippo Inzaghi
- Andreas Isaksson
- Mauricio Isla
- Mark Iuliano

## J
- Salvatore Jacolino
- Alfred Jacquet
- Robert Jarni
- John Jordan
- Jorge Andrade
- Vladimir Jugović
- Júlio César

## K
- Olivier Kapo
- Moise Kean
- Sami Khedira
- Mihály Kincses
- Mario Kirev
- Dario Knežević
- Giovanni Koetting
- Jürgen Kohler
- Julius Korostelev
- Robert Kovač
- Darko Kovačević
- Serhiy Kovalenko
- Miloš Krasić

## L
- Fausto Landini
- Walter Lanni
- Davide Lanzafame
- Michael Laudrup
- Nicola Leali
- Nicola Legrottaglie
- Mario Lemina
- Carlo Lenci
- Lamberto Leonardi
- Gianfranco Leoncini
- Alberto Libertazzi
- Stephan Lichtsteiner
- Matthijs de Ligt
- Bruno Limido
- Alceo Lipizer
- Matteo Liviero
- Ugo Locatelli
- Severino Lojodice
- Attilio Lombardo
- Silvio Longobucco
- Lúcio
- Gianluca Luppi
- Riza Lustha

## M
- Guido Macor
- Silvio Maffiotti
- Antonio Maggioni
- Domenico Maggiora
- José Maglio
- Amilcare Magnani
- Piero Magni
- Roger Magnusson
- Marino Magrin
- Umberto Malvano
- Rolando Mandragora
- Mario Mandzukic
- Sergio Manente
- Christian Manfredini
- Lionello Manfredonia
- Alexander Manninger
- Ettore Mannucci
- Fabio Marangon
- Luciano Marangon
- Alberto Marchetti
- Gian Pietro Marchetti
- Mariano Marchetti
- Guido Marchi
- Pio Marchi
- Renato Marchiaro
- Massimiliano Marchio
- Marco Marchionni
- Fabio Marchioro
- Claudio Marchisio
- Aldo Marelli
- Enzo Maresca
- Giacomo Mari
- Amos Mariani
- Giancarlo Marocchi
- Domenico Marocchino
- Luca Marrone
- Jorge Andrés Martínez
- Rinaldo Martino
- Giustiniano Marucco
- Giovanni Masera
- Andrea Masiello
- Chiaffredo Mastrella
- Giorgio Mastropasqua
- Vincenzo Mastrototaro
- Alessandro Matri
- Angelo Mattea
- Federico Mattiello
- Carlo Mattrel
- Blaise Matuidi
- Massimo Mauro
- Hans Mayer Heuberger
- Bruno Mazzia
- Oreste Mazzia
- Giovanni Mazzonis
- Giuseppe Meazza
- Arthur Meille
- Olof Mellberg
- Mario Meneghetti
- Giampaolo Menichelli
- Umberto Menti
- Alberto Merciai
- Ugo Merio
- Luciano Miani
- Fabrizio Miccoli
- Egidio Micheloni
- Davide Micillo
- Marcello Mihalich
- Armando Miranda
- Antonio Mirante
- Zoran Mirković
- Cristian Molinaro
- Andreas Möller
- Paolo Montero
- Luis Monti
- Antonio Montico
- Giuseppe Monticone
- Roberto Montorsi
- Bruno Mora
- Álvaro Morata
- Emiliano Moretti
- Francesco Morini
- Giuseppe Mortarotti
- Franco Morzone
- Lino Mosca
- Marco Motta
- Ermes Muccinelli
- Federico Munerati
- Giuliano Musiello
- Adrian Mutu

## N
- Franco Nanni
- Nicolo Napoli
- Casimiro Nay
- Cesare Nay
- Pavel Nedved
- Pieraldo Nemo
- Giacomo Neri
- Norberto Murara Neto
- Bruno Nicole
- Ettore Ninni
- Antonio Nocerino
- Stefano Noferi
- Gilberto Noletti
- Masimiliano Notari
- Adriano Novellini
- Cristiano Novembre
- Osvaldo Novo

## O
- Ronnie O'Brien
- Fabian O'Neill
- Angelo Ogbonna
- Sunday Oliseh
- Rubén Olivera
- Renato Olmi
- Pietro Omodei Zorini
- Guido Onor
- Benjamin Onwuachi
- Guglielmo Oppezzo
- Alessandro Orlando
- Massimo Orlando
- Raimundo Orsi
- Carlo Osti

## P
- Massimo Paci
- Marco Pacione
- Michele Padovano
- Simone Padoin
- Raffaele Palladino
- Karl-Erik Palmer
- Michele Paolucci
- Michele Paramatti
- Matteo Paro
- Carlo Parola
- Luigi Pasetti
- Christian Pasquato
- Pietro Pastore
- Giuseppe Patrucco
- Antonio Payer
- Fabio Pecchia
- Daouda Peeters
- Umberto Pennano
- Domenico Penzo
- Simone Pepe
- Roberto Pereyra
- Vincent Péricard
- Mattia Perin
- Simone Perrotta
- Giuseppe Peruchetti
- Angelo Peruzzi
- Gianluca Pessotto
- Alberto Piccinini
- Felice Piccolo
- Massimo Piloni
- Gabriele Pin
- Umberto Pinardi
- Carlo Pinsoglio
- Silvio Piola
- Stefano Pioli
- Andrea Pirlo
- Andrea Pisani (voetballer)
- Marko Pjaca
- Miralem Pjanić
- Michel Platini
- David Platt
- Johannes Ploeger
- Paul Pogba
- Gilberto Pogliano
- Sergio Porrini
- Christian Poulsen
- Karl Aage Praest
- Cesare Prandelli
- Gastone Prendato
- Pietro Princlari

## Q
- Fabio Quagliarella
- Ezio Quaranta

## R
- Ercole Rabitti
- Gino Raffin
- Nicola Ragagnin
- Luciano Ramella
- Michelangelo Rampulla
- Pietro Rava
- Fabrizio Ravanelli
- Giorgio Regis
- Stefan Reuter
- Ettore Reynaudi
- Eduardo Ricagni
- Franco Rier
- Marco Rigoni
- Leandro Rinaudo
- Tomás Rincón
- Elio Rinero
- Francesco Rizzo
- Enzo Robotti
- Tommaso Rocchi
- Gianni Romano
- Giuseppe Romano
- Cristiano Ronaldo
- Stefano Rondinella
- Enzo Rosa
- Humberto Rosa
- Massimiliano Rosa
- Virginio Rosetta
- Giorgio Rossano
- Gianni Rossi
- Giulio Rossi
- Guerrino Rossi
- Paolo Rossi
- Gianluigi Roveta
- Rubinho
- Daniele Rugani
- Rui Barros
- Ian Rush

## S
- Giovanni Sacco
- Marcelo Salas
- Hasan Salihamidžić
- Sandro Salvadore
- Alex Sandro
- Renato Sanero
- Michele Santacroce
- Duilio Santagostino
- Enrico Santià
- Salvatore Saporito
- Edwin van der Sar
- Benito Sarti
- Giuliano Sarti
- Luigi Sartor
- Piero Sartore
- John Savage
- Gianluigi Savoldi
- Cinzio Scagliotti
- Ermanno Scaramuzzi
- Salvatore Schillaci
- Maurizio Schincaglia
- Gaetano Scirea
- Ezio Sclavi
- Michele Scola
- Giuseppe Sculli
- Lucidio Sentimenti
- Vittorio Sentimenti
- Pietro Serantoni
- Aldo Serena
- Michele Serena
- Plinio Serena
- Cesare Sereno
- Pietro Sernagiotto
- Bruno Sesia
- Pietro Sforzin
- Bruno Siciliano
- Luigi Simoni
- Paolo Siroti
- Mohamed Sissoko
- Omar Sivori
- Pierino Sodano
- Luis del Sol
- Roberto Solda
- Juan Sorín
- Paulo Sousa
- Frederik Sørensen
- Alfredo Spadavecchia
- Leonardo Spinazzola
- Luciano Spinosi
- James Squair
- Lorenzo Squizzi
- Gino Stacchini
- Francesco Stacchino
- Guglielmo Stendardo
- Giorgio Stivanello
- Marco Storari
- Massimo Storgato
- Walter Streule
- Stefano Sturaro
- Wojciech Szczęsny

## T
- Alessio Tacchinardi
- Stefano Tacconi
- Roberto Tancredi
- Marco Tardelli
- Roberto Tavola
- Carlos Tévez
- Lilian Thuram
- Tiago
- Alberto Tibert
- Simeone Tognon
- Massimo Tolfo
- Ernesto Tomasi
- Luca Toni
- Giuseppe Torriani
- Moreno Torricelli
- Francesco Tortarolo
- Armand Traoré
- Vincenzo Traspedini
- Alfredo Travia
- David Trezeguet
- Roberto Tricella
- Ivano Trotta
- Igor Tudor
- Giorgio Turchi
- Giorgio Turin

## U
- Orlando Urbano

## V
- Juan Vairo
- Cesare Valinasso
- Attilio Valobra
- Jess Vanstrattan
- Francesco Varalda
- Rinaldo Varalda
- Carlo Vittorio Varetti
- Giovanni Varglien
- Mario Varglien
- Giuseppe Vavassori
- Giovanni Vecchina
- Carlo Vecchione
- Renato Veiga
- Dario Venitucci
- Mario Ventimiglia
- Vinicio Verza
- Gianluca Vialli
- Giuseppe Viani
- Oscar Vicich
- Arturo Vidal
- Patrick Vieira
- Pietro Vierchowod
- Christian Vieri
- Max Vieri
- Roberto Vieri
- Paolo Viganò
- Paolo Vigna
- Beniamino Vignola
- Fernando Viola
- Giovanni Viola
- József Viola
- Pietro Virdis
- Pasquale Vivolo
- Antonio Vojak
- Oliviero Vojak
- Aldo Vollono
- Rey Volpato
- Carlo Volpi
- Romano Voltolina
- Mirko Vučinić
- Čestmír Vycpálek

## W
- Paul Arnold Walty
- Ludwig Weber
- Koni De Winter

## Z
- Alessandro Zagano
- Marcelo Zalayeta
- Marco Zamboni
- Gianluca Zambrotta
- Marco Zanchi
- Cristiano Zanetti
- Giuseppe Zaniboni
- Nicola Zanini
- Giovanni Zanni
- Aleksandr Zavarov
- Simone Zaza
- Jonathan Zebina
- Cristian Zenoni
- Ilyas Zeytulayev
- Zinédine Zidane
- Reto Ziegler
- Gianfranco Zigoni
- Dino Zoff
- Enea Zuffi
- Giacomo Zuffi